# Смит, Эмиль (хоккеист на траве)
Эмиль Смит (англ. Emile Smith, 27 сентября 1977, Ист-Лондон, ЮАР) — южноафриканский хоккеист (хоккей на траве), полевой игрок. 

## Биография
Эмиль Смит родился 27 сентября 1977 года в южноафриканском городе Ист-Лондон.
Играл в хоккей на траве за «ТуксСпорт» из Претории.
В 1998 и 2002 годах в составе сборной ЮАР участвовал в хоккейных турнирах Игр Содружества. В турнире 2002 года забил 4 мяча, в том числе в матче за 3-4-е места против сборной Пакистана (2:10).
В 2002 году играл на чемпионате мира в Куала-Лумпуре, где южноафриканцы заняли 13-е место. Смит забил 1 мяч.
В 2003 году стал бронзовым призёром Вызова чемпионов, проходившего в Йоханнесбурге, где забил 1 мяч.
В 2004 году вошёл в состав сборной ЮАР по хоккею на траве на летних Олимпийских играх в Афинах, занявшей 10-е место. Играл в поле, провёл 7 матчей, забил 3 мяча (по одному в ворота сборных Австралии, Новой Зеландии и Египта).
В 2008 году вошёл в состав сборной ЮАР по хоккею на траве на летних Олимпийских играх в Пекине, занявшей 12-е место. Играл в поле, провёл 6 матчей, мячей не забивал.